# Dvorec (Borovany)

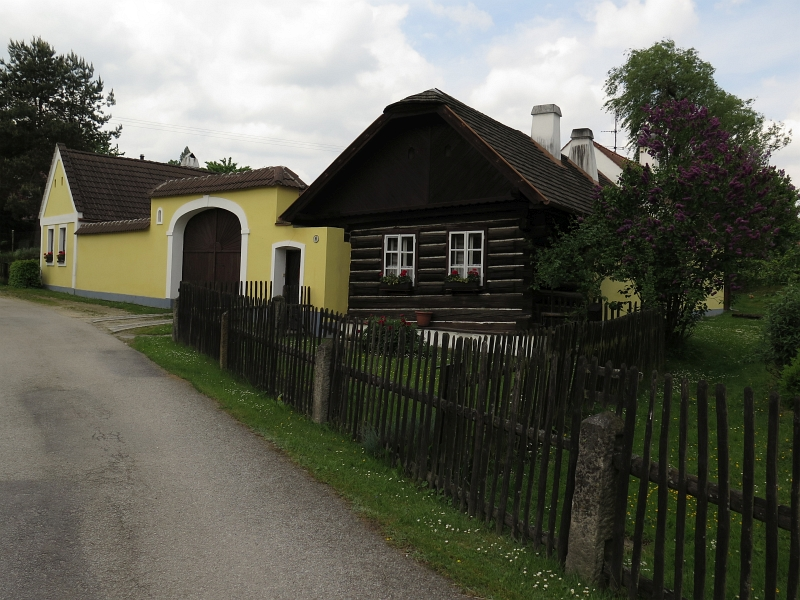
Gehöft Nr. 6

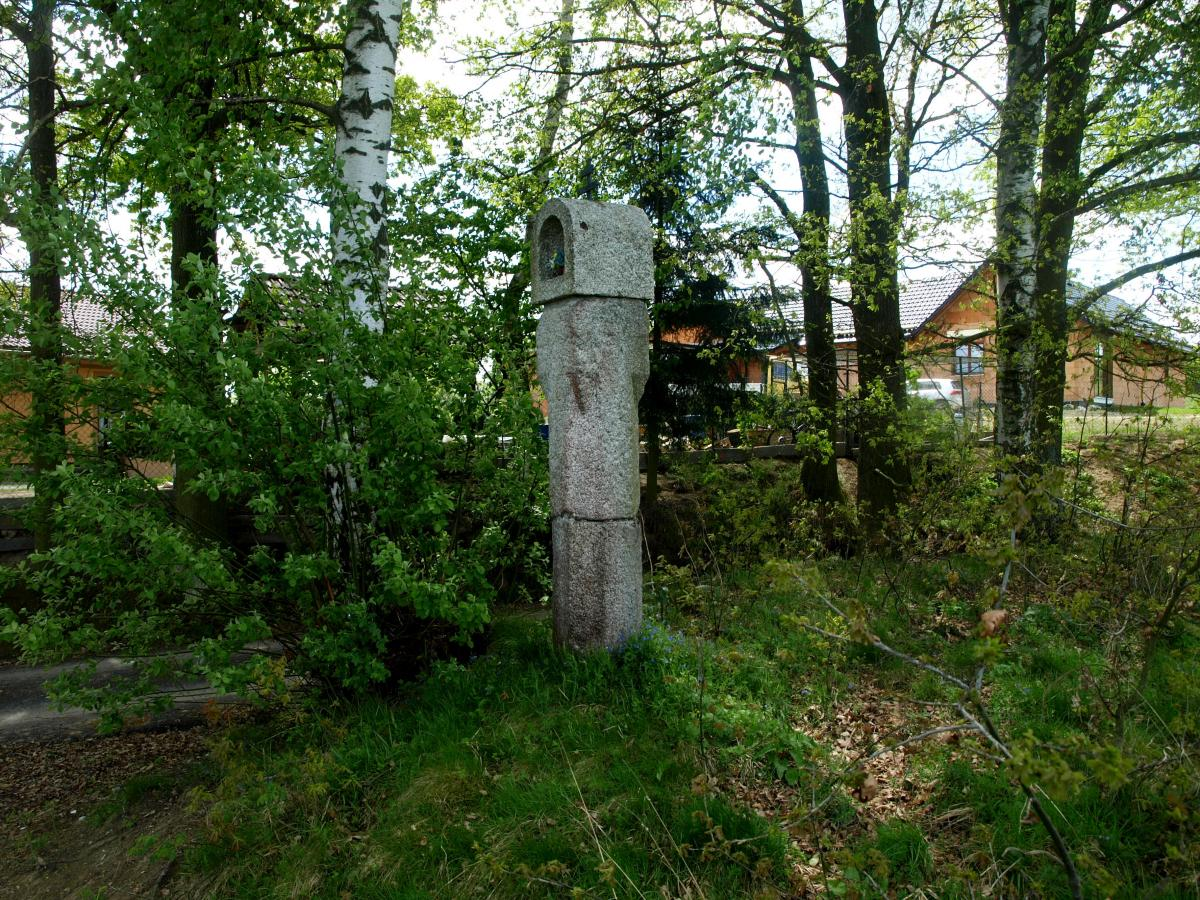
Bildstock

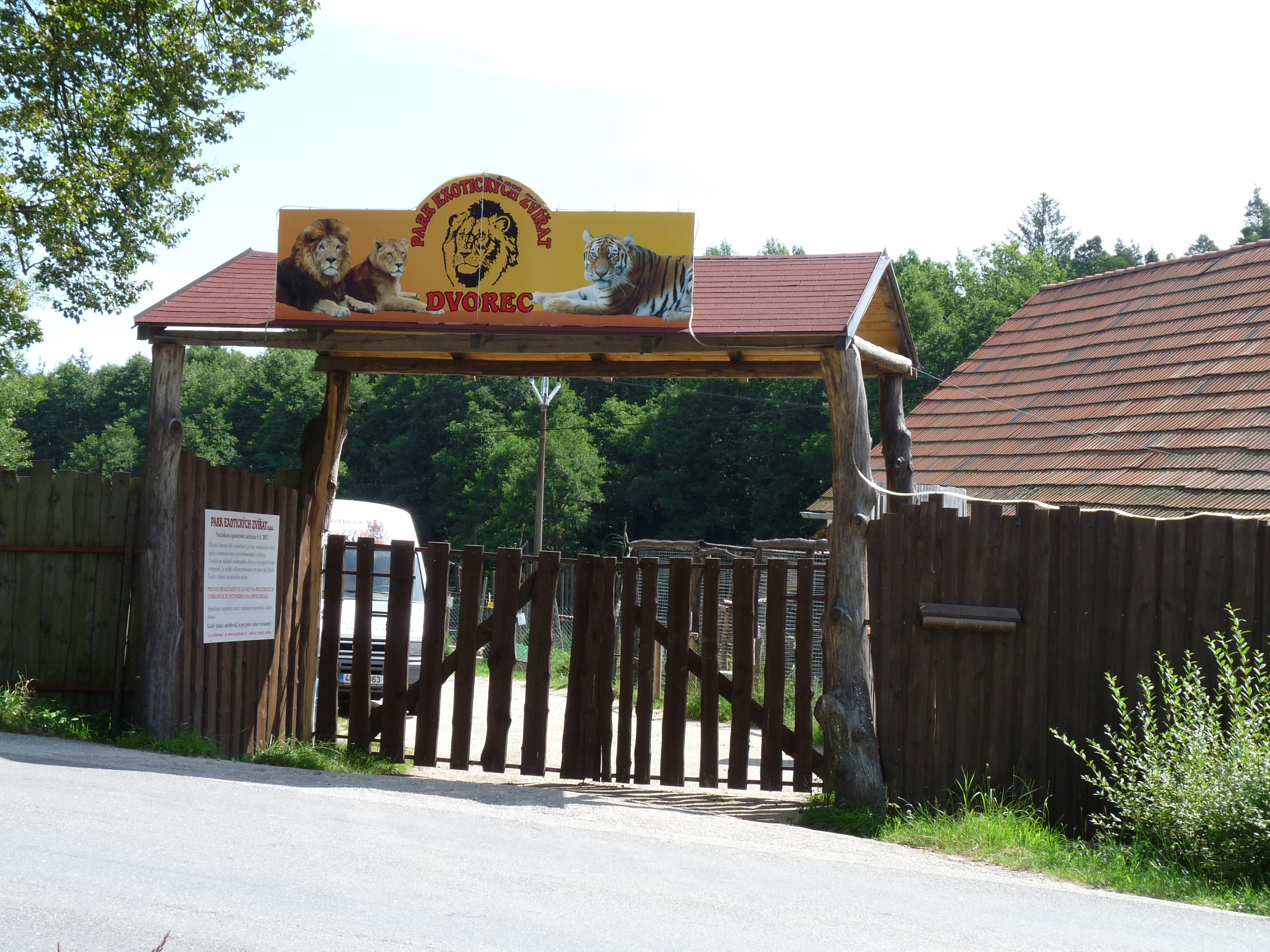
Zoo Dvorec

Dvorec (deutsch Wurzen) ist ein Ortsteil der Stadt Borovany (Forbes) in Tschechien. Er liegt zweieinhalb Kilometer südöstlich von Borovany und gehört zum Okres České Budějovice.

## Geographie
Das Platzdorf Dvorec befindet sich linksseitig über der breiten Aue der Stropnice (Strobnitz) in den Ausläufern des Novohradské podhůří (Gratzener Gebirgsvorland) am Rande des Wittingauer Beckens (Třeboňská pánev). Westlich erhebt sich der Borovanský vrch (Forbeser Berg; 514 m n.m.). Im nördlichen Teil der Gemarkung liegt in der Flussaue der Stropnice der Teich Šejkovec; südlich des Dorfes der Dvorecký rybník und der Jasanů rybník. Durch den Ort führt die Staatsstraße II/157 zwischen Trhové Sviny (Schweinitz) und Borovany.  
Nachbarorte sind Chrastí, Vrcov (Wirzau), Nový Dvůr (Neuhof) und Hluboká u Borovan (Hluboka) im Norden, Vlčinec und Jílovice (Jilowitz) im Nordosten, Peškův Mlýn (Peschekmühle), Na Zastávce und Brouskův Mlýn (Brousekmühle) im Osten, Třebeč (Triebsch) und Jednota im Südosten, Budinka und Třebíčko (Klein Triebsch) im Süden, Otěvěk (Hohendorf), Čeřejov (Tscherau) und Veselka (Weselka) im Südwesten, U Šírků, Ostrolovský Újezd (Aujest Ostrolow) und Borovanský Mlýn (Forbeser Mühle) im Westen sowie Radostice (Radostitz) im Nordwesten.

## Geschichte
Das Dorf entstand wahrscheinlich im 13. oder zu Beginn des 14. Jahrhunderts um einen befestigten Hof. Besitzer der Feste und des Hofes war das lokale Vladikengeschlecht von Dvorec. Die erste schriftliche Erwähnung des Ortes erfolgte 1385 als Sitz des Licek von Dvorec, zu dessen Besitz noch weitere Dörfer in der Umgebung gehörten. Am 5. Juli 1399 bestiftete er die Kirche in Borovany mit einem Altaristen und stattete ihn mit Einkünften aus Čerau aus. Das Geschlecht, das später das Prädikat von Wurzen führte, hielt das Gut bis in die erste Hälfte des 16. Jahrhunderts und erlosch wahrscheinlich mit Ulrich von Wurzen (Oldřich ze Dvorce). Mit dem Aussterben des örtlichen Adelsgeschlechts verlor auch die Feste ihre Funktion als Herrensitz und wurde aufgegeben. Im Gratzener Urbar von 1553 sind ein Bauer und ein Chalupner aus Wurzau als zinspflichtig aufgeführt. Nach 1614 gehörten der Hof und das Dorf Wurzen den Pauzar von Michnitz, später erwarben es die Kořensky von Tereschau und schlugen es dem Gut Ostrolovský Újezd zu. In der Mitte des 17. Jahrhunderts bestand Wurzen aus dem Hof, elf Bauerngütern und einem Kretscham. Im Jahre 1692 verkaufte Johann Lukas Kořensky von Tereschau das Gut Ostrolovský Újezd an die königliche Stadt Budweis. Zum Ende des 18. Jahrhunderts ließ die Stadt den Meierhof kleinteilig parzellieren und überließ die Fluren emphyteutisch an Siedler. 1788 bestand Wurzen bzw. Dworecz einschließlich der Abdecker Einöde aus 25 Häusern.
Im Jahre 1840 bestand das im Budweiser Kreis gelegene Dorf Wurzen bzw. Dworec aus 27 Häusern mit 175 tschechischsprachigen Einwohnern. Im Ort gab es eine herrschaftliche Ziegelbrennerei. Nach Wurzen konskribiert waren zwei einschichtige zwei Dominikalhäuser und die südlich – im Wald Panský les nahe Třebičko – befindliche und aus einer Dominikalchaluppe bestehende Abdeckerei. Pfarrort war Forbes. Bis zur Mitte des 19. Jahrhunderts blieb Wurzen dem der Stadt Budweis gehörigen Gut Ostrolow-Augezd untertänig.
Nach der Aufhebung der Patrimonialherrschaften bildete Dvorec / Wurzen ab 1850 einen Ortsteil der Gemeinde Hluboká /Hluboka im Gerichtsbezirk Schweinitz. 1868 wurde das Dorf dem Bezirk Budweis zugeordnet. 1869 bestand Dvorec aus 30 Häusern und hatte 191 Einwohner. Im Jahre 1900 hatte Dvorec 231 Einwohner, 1910 waren es 178. 1913 löste sich Dvorec von Hluboká los und bildete eine eigene Gemeinde. 
Nach dem Ersten Weltkrieg zerfiel der Vielvölkerstaat Österreich-Ungarn, das Dorf wurde 1918 Teil der neu gebildeten Tschechoslowakischen Republik. Beim Zensus von 1921 lebten in den 35 Häusern von Dvorec 180 Personen, davon 176 Tschechen. 1930 lebten in den 38 Häusern von Dvorec 202 Personen. Nach dem Münchner Abkommen verblieb Dvorec / Wurzen im Oktober 1938 bei der Tschechoslowakei; zwischen 1939 und 1945 gehörte das Dorf zum Protektorat Böhmen und Mähren. Nach dem Ende des Zweiten Weltkrieges kam Dvorec zur wiedererrichteten Tschechoslowakei zurück. 1949 wurde das Dorf Teil des neu gebildeten Okres Trhové Sviny. 1950 bestand Dvorec aus 37 Häusern und hatte 143 Einwohner. Im Zuge der Gebietsreform von 1960 wurde Dvorec dem Okres České Budějovice zugeordnet. Mit Beginn des Jahres 1961 erfolgte die Eingemeindung nach Třebeč. Im Jahre 1970 lebten in den 36 Häusern von Dvorec 110 Personen. Zum 1. Juli 1975 wurde Dvorec zusammen mit Třebeč nach Borovany eingemeindet. 1991 lebten in den 34 Häusern des Dorfes 62 Personen. Beim Zensus von 2011 hatte Dvorec 79 Einwohner und bestand aus 42 Wohnhäusern.

## Ortsgliederung
Der Ortsteil Dvorec bildet den Katastralbezirk Dvorec u Třebče. 

## Sehenswürdigkeiten
- Gehöft Nr. 6 mit gemauertem Hoftor und Wohnhaus mit Blockstube aus dem Jahre 1770
- Weitere Gehöfte in Volksbauweise
- Bildstock am Ortsrand
- Nischenkapelle auf dem Borovanský vrch, westlich des Dorfes
- Zoo Dvorec, südlich des Dorfes an der Straße nach Trhové Sviny, er wurde 2007 als Park exotických zvířat gegründet und erhielt 2012 den Status eines Zoologischen Gartens zuerkannt. Mit einer Fläche von 6 ha ist der Privatzoo einer der kleinsten des Landes.